# Loi du 20 novembre 1873
Lire en ligne

sur Wikisource : Loi du 20 novembre 1873

loi constitutionnelle du 25 février 1875 (amendement Wallon)
La loi du 20 novembre 1873 est une loi constitutionnelle provisoire de la IIIe République française. Elle institue le septennat pour le président de la République.
Voyant que les négociations avec le « comte de Chambord » pour son avènement sur le trône de France achoppaient sur la question du drapeau (les députés orléanistes refusant le rétablissement du drapeau blanc), l'Assemblée nationale, à majorité monarchiste, décida que Mac-Mahon, le président en exercice, dont la durée du mandat n'était pas précisée, « garderait la place » en attendant que les négociations aient avancé.
Un compromis fut alors trouvé sur la durée du mandat, dont les propositions variaient entre dix ans (duc de Broglie) ou cinq ans (commission de l'Assemblée), sur une longueur de sept années, qui correspondait également à ce que le maréchal se sentait capable de tenir.
Le septennat est conservé par la loi constitutionnelle du 25 février 1875 (amendement Wallon).